# Jan Smoczyński
Jan Smoczyński (ur. 21 czerwca 1980 w Warszawie) – polski pianista, kompozytor, aranżer, producent muzyczny, realizator dźwięku.

## Życiorys
Jest absolwentem Liceum Muzycznego im. Karola Szymanowskiego w Warszawie. Przez rok był uczniem A. Jagodzińskiego w Studium Jazzu na Bednarskiej w Warszawie. W roku 2004 uzyskał tytuł magistra sztuki na Wydziale Jazzu Akademii Muzycznej w Katowicach w klasie Wojciecha Niedzieli.
Od wielu lat, wraz ze swoim młodszym bratem skrzypkiem tworzy formację Mateusz Smoczyński Quintet, z którą nagrał płyty Inspirations, Expressions oraz Berek (Nominowaną do nagrody Fryderyk 2018 w kategorii Album roku Jazz). Razem zaprosili również Alexandra Zingera z którym nagrali pod szyldem New Trio płytę "Simultaneus Abstractions", nominowaną do nagrody Fryderyki. oraz "Perpendicular Realities", która to zebrała bardzo pochlebne recenzje. Z zespołem tym, w którym Jan zasiada za organami Hammonda, zagrali szereg koncertów w Polsce oraz w Rosji.
Współzałożyciel chrześcijańskiego, wielbieniowego zespołu "owca" (płyta "chwały). Współpracuje z o. Adamem Szustakiem, m.in. tworzy muzykę do czołówek jego filmów, wspólnie też nagrali utwór w ramach #Hot16Challenge2.
Jako producent muzyczny stworzył wraz z Magdą Grabowską Wacławek znaną jako Bovska, trzy albumy – Kaktus (z tytułowym hitem, wykorzystanym również w czołówce serialu "Druga szansa"), Pysk – nominowany do nagrody Fryderyki 2018 w kategorii Album Roku – Elektronika, oraz Kęsy.
Odpowiada również za przeboje zaśpiewane przez Kayah – "Po co" oraz "Podatek od miłości" (ten w duecie z Grzegorzem Hyżym) oraz świąteczny album "Gdy pada śnieg".
Laureat nagrody Fryderyk 2017 za płytę Martyny Jakubowicz – "Prosta Piosenka" w kategorii Muzyka Źródeł.
Autor aranżacji i opracowań do entuzjastycznie przyjętych projektów "Głosy Gór" z Januszem Olejniczakiem, Jerzym Maksymiukiem, Zespołem Zakopower i Atom String Quartet, oraz projektu Inspired by Lutosławski z Grażyną Auguścik, Janusz Prusinowski Trio, Atom String Quartet, Wojciechem Pulcynem oraz Tomaszem “Harry” Waldowskim, nominowanego w kategorii muzyka źródeł –  Fryderyki 2015.
Autor opracowań orkiestorychj na płytę Artura Rojka – "Koncert w NOSPR" – gdzie również miał przyjemność poprowadzić katowicką orkiestrę podczas koncertu z rejestracją na ten album.
W sierpniu 2013 r. zagrał z Bobbym McFerrinem i Gilem Goldsteinem w ramach Solidarity of Art.
Na stałe, w charakterze kierownika muzycznego pracuje w zespołach: Urszula Dudziak Superband, Kayah Transoriental Orchestra oraz Bovska. Występuje też z autorskimi formacjami – PSM (z współzałożycielem – Łukaszem Poprawskim oraz Michałem Miśkiewiczem, Trjan (wraz z Michałem Barańskim i Jankiem Młynarskim), we własnym Trio z Krzysztofem Pacanem na kontrabasie i Sebastianem Frankiewiczem na perkusji, Smoke & The Smokes (J. Smoczyński, Łukasz Poprawski, Konrad Zemler, Robert Kubiszyn).
Jest współzałożycielem grupy June, która w 2008 roku wydała swoją debiutancką płytę w wytwórni Kayax. Zespół został doceniony przez branżę muzyczną i nominowany do nagrody Fryderyk 2009 w kategorii "Nowa twarz fonografii". W 2011 roku nagrali płytę “July Stars” – dwuczęściowy album. Pierwszy to autorskie kompozycje wykonane przez sam June drugi, to kooperacje z najwybitniejszymi postaciami współczesnej wokalistyki: Urszula Dudziak, Kayah, Katarzyna Nosowska, Aga Zaryan, Ania Dąbrowska, Andrzej Dąbrowski, Mika Urbaniak. Patrycja Gola, Marcelina. Grupa stworzyła trio producenckie i pracowała nad projektami muzycznymi dla innych Artystów.
Nagrywał dla Kayah (Skała), Justyny Steczkowskiej (Daj mi chwilę), Moniki Brodki (Moje piosenki), Doroty Miśkiewicz (Caminho). Koncertował również z Anną Marią Jopek oraz uczestniczył w nagraniach płyty Artystki Jo & Co. (tu wspólne występy z Richardem Bona, Mino Cinelu i Dhaferem Youssefem. Zagrał na płycie "Jak tam jest" duetu Krajewski/Piaseczny a w 2012 roku został zaproszony do udziału w nagraniach ich płyty "Zimowe piosenki". Zagrał też na płycie Ani Wyszkoni Życie jest w porządku.
Związany z wytwórnią Kayax.
Brał udział w nagraniach do filmów we współpracy z Michałem Lorencem oraz Marcinem Pospieszalskim. Miał przyjemność dzielić scenę z: Ewą Bem, Grażyną Auguścik, Lorą Szafran, Agą Zaryan, Tomaszem Szukalskim, Tomaszem Stańko, Januszem Muniakiem, Zbigniewem Namysłowskim, Henrykiem Miśkiewiczem, Davidem Murrayem, Donem Blackmanem, Tomem Barneyem, Andrzejem Cudzichem, Jackiem Kochanem, Andrzejem Olejniczakiem, Quintetem Marka Bałaty, Quintecie oraz Quartecie J. Małka (płyty Gift oraz Spirit of the Time), Goranem Bregovicem.
Wraz z Tomaszem Krawczykiem wyprodukował i zaaranżował debiutancki album Inny Smak zespołu Bisquit dla wytwórni Kayax. Gościnnie występuje na płycie 15 minut projekt J. Młynarskiego oraz Michała Króla. Jest współautorem muzyki do wielokrotnie nagradzanego filmu Moje miejsce Leszka Dawida (tu również nagroda specjalna za muzykę na du 23eme festival tous courts w Aix-en-Provence).
Laureat pierwszego miejsca (Trio) nagrody indywidualnej na międzynarodowym konkursie Jazz Juniors 2001, zdobył również nagrodę indywidualną i II miejsce zespołowe na Festiwalu Standardów Jazzowych Siedlce 2000; I miejsce z Quintetem J Namysłowskiego na Ogólnopolskim Przeglądzie Młodych Zespołów Jazzowych w Gdyni.
Występował na: Gdynia Summer Jazz Days, Międzynarodowym Festiwalu Pianistów Jazzowych w Kaliszu; Jazz Na Starówce, Letni Festiwal Jazzowy Pod Baranami, Krakowskie Zaduszki Jazzowe, Sopot Molo Jazz Festival; Zaduszki Jazzowe w Siedlcach; Jazz Forum Festival w Tygmoncie; Polskie Jamboree w Tygmoncie; Bracki Jazz Festival w Cieszynie; Jazz Festival w Radomiu. Wielokrotny uczestnik Jazz Campingu Kalatówki.
Koncertował w: USA (Chicago, N.Y.), Kanadzie, Japonii, Izraelu, Francji, Hiszpanii, Szwecji, Niemczech, Austrii, Czechach, Rumunii, oraz na Węgrzech, Litwie, Słowacji i Ukrainie.
W 2004 roku stworzył własne, profesjonalne studio nagraniowe oraz wydawnictwo płytowe – Tokarnia Music Production, w którym realizowane są nagrania artystów takich jak Maria Peszek, Kayah, Kasia Nosowska, Aga Zaryan, Dorota Miśkiewicz, zespół Bisquit, zespół June, Ania Szarmach, Adam Pierończyk, Zbigniew Namysłowski, Urszula Dudziak, projekt Młynarski / Nahorny, Mika Urbaniak.

## Dyskografia
- 15 Minut Projekt
- Andrzej Piaseczny/Seweryn Krajewski – "Zimowe piosenki"
- Ania Szarmach – "Inna"
- Ania Wyszkoni – "Życie jest w porządku"
- Anna Maria Jopek – "Jo&Co"
- Antonina Krzysztoń – "Turkusowy Stół"
- Artur Rojek – "Koncert w NOSPR"
- Babooshki – "Kolędy i szczedriwki"
- babooshki – "Vesna"
- Bisquit – "Inny Smak"
- Bisquit – "Pytania"
- Borys Szyc – "Feelin' Good"
- Bovska – "Kaktus"
- Bovska – "Pysk"
- Dorota Miśkiewicz – "Caminho"
- Grażyna Auguścik – "Inspired by Lutosławski"
- Incarnations – "Radio Retro"
- Jazzsinfonica – XI Festiwal Beethovena
- Jerzy Małek – "Gift"
- Jerzy Małek – "Spirit of the Time"
- Jerzy Małek – "Bop Beat"
- June – "That’s What I Like"
- June – "July Stars"
- Justyna Steczkowska – "Daj mi chwilę"
- Kayah – "Skała"
- Kayah – "Gdy pada śnieg"
- Krzysztof "Kielich" Kieliszkiewicz – "Drapacz chmur"
- Krzysztof Lenczowski – „Internal Melody”
- Krzysztof Pacan – "Facing The Challenge"
- Marcelina – "Marcelina"
- Marika – "Put Your Shoes On / Put Your Shoes Off"
- Mariusz Lubomski – "Ambiwalencja"
- Mariusz Lubomski – "Konieczność Miłości"
- Martina M. – "Prozopopeja"
- Martyna Jakubowicz – "Prosta Piosenka"
- Mateusz Smoczyński Quintet – "Expressions"
- Mateusz Smoczyński Quintet – "Inspirations"
- Mateusz Smoczyński Quintet – "Berek"
- Michał Lorenc – "Różyczka"
- Michał Przerwa-Tetmajer – Doktor filozofii
- Mikołaj Majkusiak – "Road to the Unknown"
- Monika Brodka – "Moje Piosenki"
- Natasza Urbańska – "One"
- New Trio – "Simultaneus Abstractions"
- New Trio – "Perpendicular Realities"
- Olga Boczar Music Essence –  „Little inspirations”
- owca – "chwały"
- Pani Galewska – "The Best Of"
- Piotr Polk – "Mój Film"
- PSM – "LIS"
- Retro Funk – "Retro Funk"
- Seweryn Krajewski – "Jak tam jest"
- Tadeusz Borczyk – "No Name"
- Ted Novak – "Monument Valley"
- Urszula Dudziak – "Live at Jazz Cafe"
- Urszula Dudziak – "Wszystko Gra"

## Realizacja
- Adam Pierończyk – Trio Live at A38
- Adam Pierończyk Quartet – "El Buscador"
- Aga Zaryan – Umiera piękno
- Alamut – Alamut
- Aleksandra Nieśpielak – "Dzieńdobry Dniu"
- AMC Trio – "Soul of the Mountain"
- Andrzej Jagodziński, Krzysztof Jakowicz, Maciej Strzelczyk, Konrad Zemler, Andrzej Łukasik – Project Project Grappelli
- Ania Kostrzewska – "Anya"
- Ania Szarmach – "Inna"
- Anna Gadt – "Still I Rise"
- Antonina Krzysztoń – "Turkusowy Stół"
- Artur Dutkiewicz – "Hendrix Piano"
- Artur Dutkiewicz – "Niemen Improwizacje"
- Biotone – "Unspoken Words"
- Bisquit – Inny Smak
- Bisquit – Pytania
- Daniel Popiałkiewicz – "The Hope for Tomorrow"
- Digit All Love – "Digitalllove"
- Dominik Bukowski – Times Get Changed
- Dorota Curyłło – Lady Be Good
- Dorota Miśkiewicz – Caminho
- Dorota Osińska – "Kamyk Zielony"
- Envee – Recipes
- Ewa Cybulska – "Songs from the Heart"
- Filip Wojciechowski Trio – "Chopin"
- Gwiazdy, Idole, Przeboje (Dorota Miśkiewicz) – Wiecznie zielone
- Henryk Miśkiewicz – Full Drive
- Jaromir Honzak Quartet – "A Question to All Your Answers
- Jazz Construction
- Jerzy Małek – Spirit of the Time
- Jerzy Małek – "Bop Beat"
- Joanna Trzepiecińska –
- June – That’s What I Like
- Justyna Steczkowska – Daj mi Chwilę
- Kattorna – "Straying in the Mooon"
- Kayah – "Skała"
- Krzysztof Pacan – "Facing The Challenge"
- Leszek Kułakowski – "Number Codes"
- M. O. Trio – Message from Ohayo
- Maciej Obara Trio – "Message from Ohayo"
- Maciek Grzywacz – "Forth Dimension"
- Marcin Olak – Simple Joy
- Mariusz Lubomski – Konieczność miłości
- Mariusz Lubomski – Ambiwalencja
- Marysia Peszek – "Maria Awaria"
- Mateusz Smoczyński Quintet – Expressions
- Mateusz Smoczyński Quintet – Inspirations
- Michał Polcyn – "Cuiaviana"
- Michał Przerwa-Tetmajer – Doktor filozofii
- Mikołaj Majkusiak – Road to the Unknown
- Monika Brodka – Moje piosenki
- New Bone – "It's not easy"
- New Trio – "Simultaneous Abstractions"
- Old Timers – Swing That Music
- Paweł Kaczmarczyk – "Complexity in Simplicity"
- Piotr Polk – "Mój Film"
- Piotr Wyleżoł – "Children’s Episodes"
- Pola – "Wbrew"
- Radek Nowicki – Quartet Live
- Rafał Sarnecki – Songs from a New Place
- Rafał Sarnecki – "The Madman Rambles Again"
- RGG – "True Story – In Two Acts”
- RGG – " Unfinished Story – Remembering Kosz
- RGG – "One"
- RGG – "Szymanowski"
- Różni wykonawcy – "Kaczmarski & Jazz"
- Różni wykonawcy – "Kobiety i Jazz"
- Różni wykonawcy – "Mazurek"
- Różni wykonawcy – "Cafe Fogg"
- Straszni Panowie Trzej – Piosenki Starszych Panów
- Urszula Dudziak – "Live at Jazz Cafe"
- Urszula Dudziak z Big Bandem Zielona Góra Forever Green – Zawsze zielona
- Warsaw Paris Jazz Quintet – "Chopin Symphony Jazz Project"
- Wierba & Schmidt Quintet – "Maya"
- Wojciech Majewski – "Opowieść"
- Wojciech Młynarski Włodzimierz Nahorny – Pogadaj ze mną
- Zbigniew Namysłowski – Assymetry
- Zbigniew Namysłowski – "Nice and Easy"

## Galeria

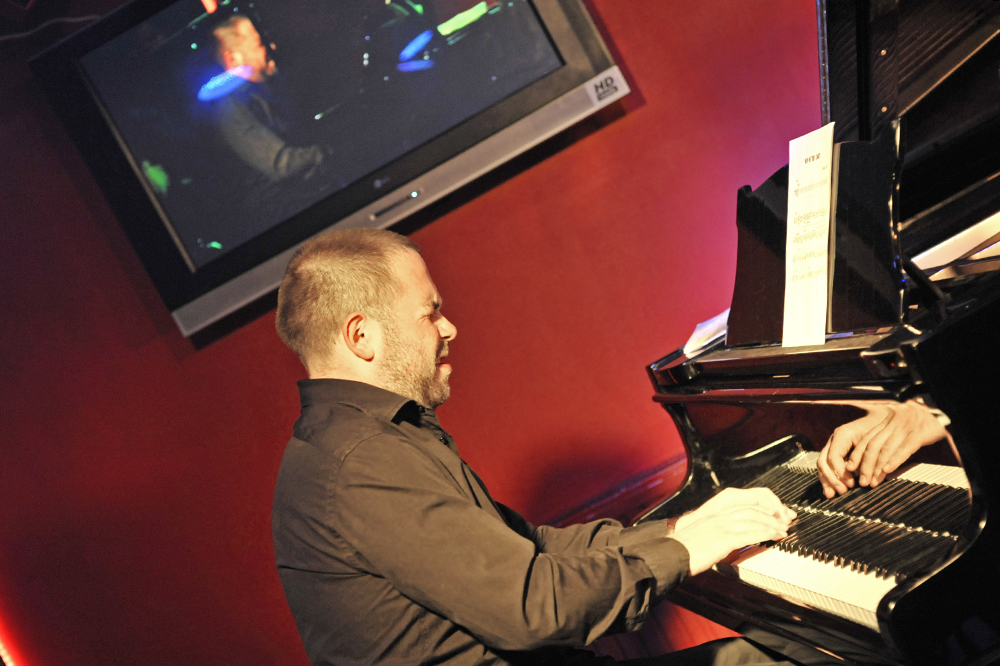
Jam session w listopadzie 2010 r. w klubie Riviera Remont w Warszawie.
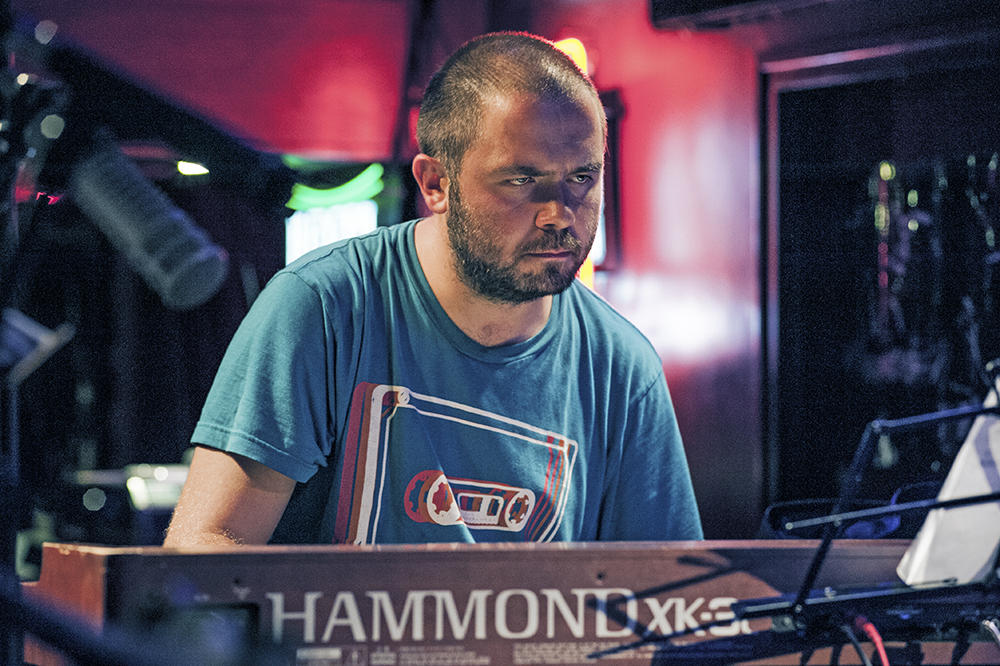
Przy klawiszach w klubie jazzowym Tygmont, Warszawa - sierpień 2011 r.
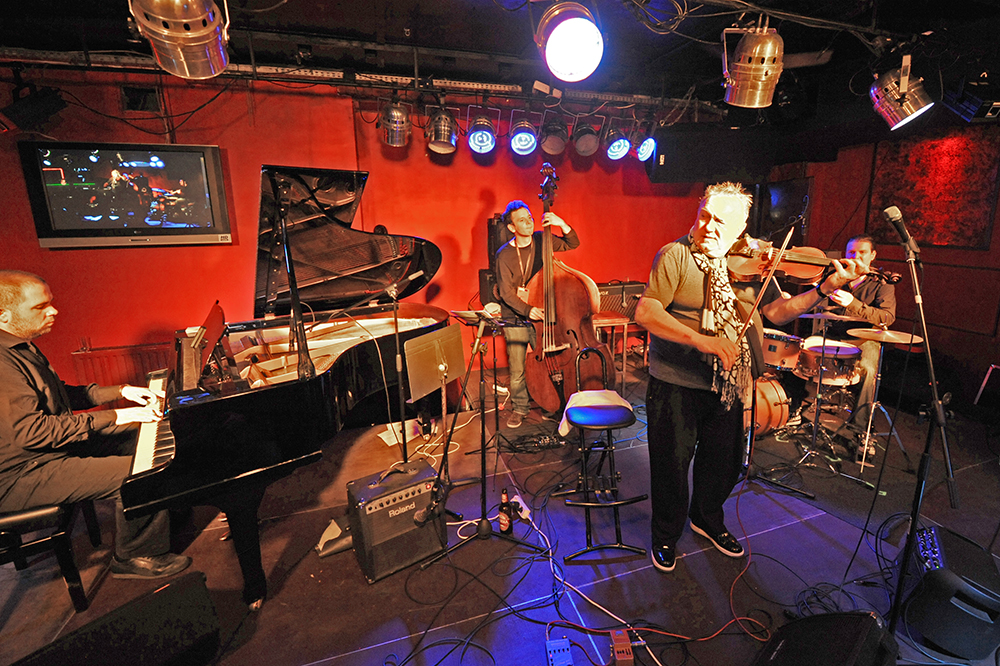
Jam session, Warszawa, listopad 2010 r. Na skrzypcach Michał Urbaniak.
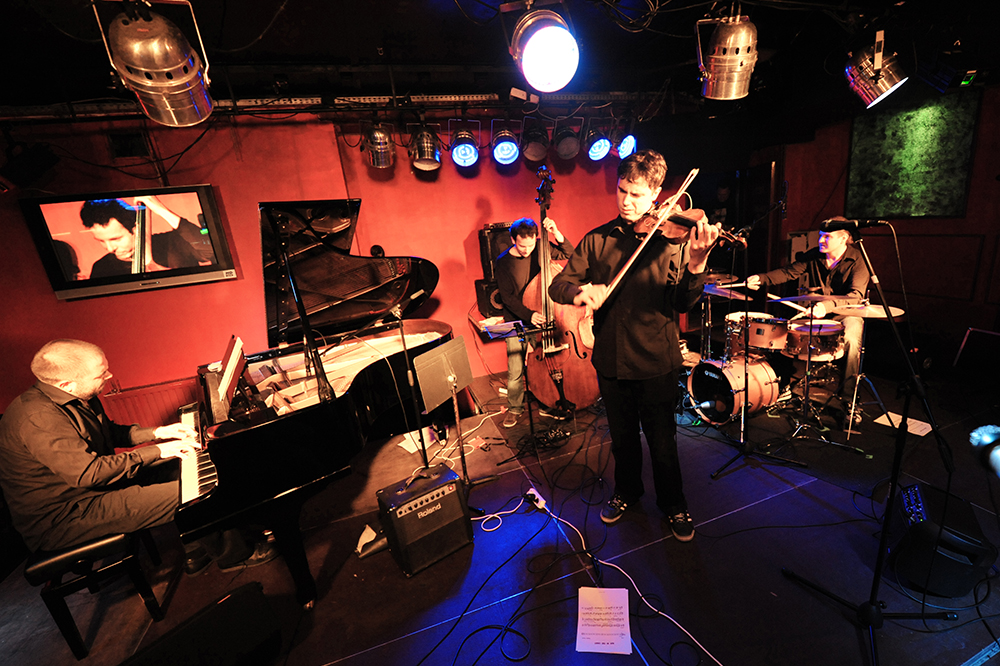
Na skrzypcach brat Mateusz Smoczyński, listopad 2010 r.
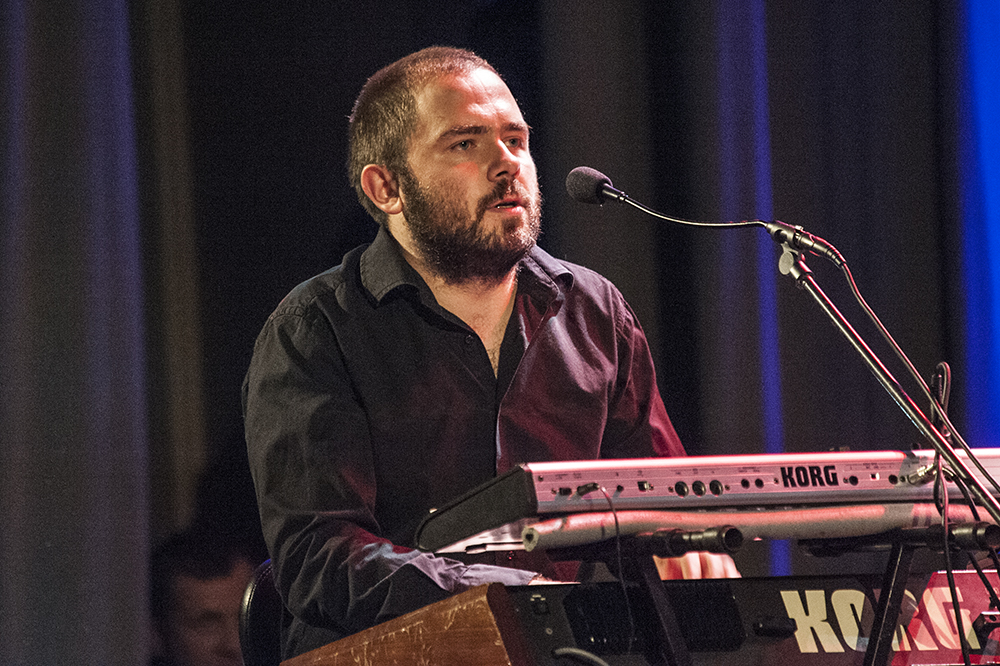
Superband z Urszulą Dudziak na Festiwalu Skrzyżowanie Kultur, Warszawa, wrzesień 2011 r.
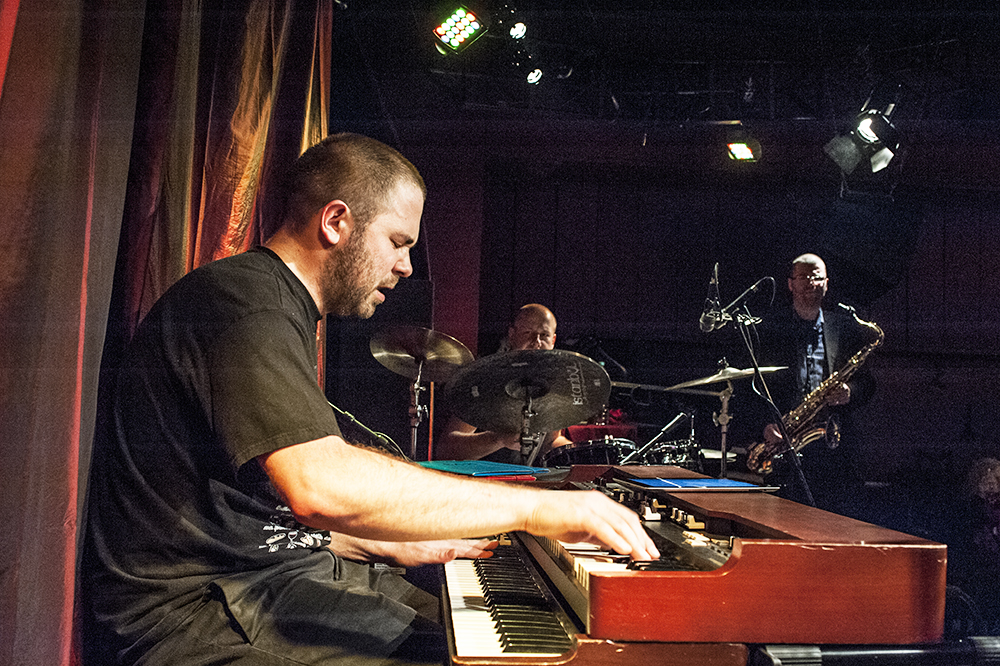
Klub Tygmont w styczniu 2012 r.